# Sycerika McMahon
Sycerika McMahon (11 aprile 1995) è un'ex nuotatrice irlandese.

## Carriera
Partecipa ai campionati europei giovanili di Helsinki 2010, vincendo la medaglia di bronzo nei 400 m stile libero con il tempo di 4'15"92.
L'anno seguente, agli europei giovanili di Belgrado, vince l'oro nei 400 m stile libero con il tempo di 4'13"85 (migliorando di oltre 2 secondi il crono dell'anno precedente) e nei 50 m rana, con il tempo di 32"00, migliorando di 20 centesimi il tempo della campionessa uscente Lisa Fissneider. Conquista inoltre una medaglia d'argento nei 200 m stile libero con il tempo di 2'00"61, toccando il muretto a soli 11 centesimi dalla russa Ksenia Yuskova.
Nel 2012 un ottimo campionato irlandese le permette di qualificarsi alle Olimpiadi di Londra. Agli europei di Debrecen conquista l'argento nei 50 m rana con il tempo di 31"27, a soli 2 centesimi dal tempo dalla campionessa europea Petra Chocová.

## Palmarès
- Europei

Debrecen 2012: argento nei 50m rana.
- Europei in vasca corta

Chartres 2012: bronzo nei 50m rana.
- Europei giovanili

Helsinki 2010: bronzo nei 400m sl.
Belgrado 2011: oro nei 400m sl e nei 50m rana e argento nei 200m sl.